# 豊島区立池袋第一小学校
豊島区立池袋第一小学校 (としまくりつ いけぶくろだいいちしょうがっこう) は、東京都豊島区池袋本町4丁目36-1にある公立小学校。

## 歴史[2]
- 1936年（昭和11年）
  - 3月12日 - 東京府東京市池袋第一尋常小学校として創立。
  - 4月1日 - 東京市豊島区池袋8丁目2302番地に開校
- 1941年（昭和16年）4月1日 - 国民学校令により、東京府東京市池袋第一国民学校と改称。
- 1944年（昭和19年）8月24日 - 戦局の悪化により、長崎県へ学童疎開。
- 1945年（昭和20年）4月14日 - 戦災により、校舎全焼。
- 1947年（昭和22年）
  - 4月1日 - 学制改革により、東京都豊島区立池袋第一小学校と改称。
  - 6月8日 - 平屋造りの新築校舎で授業開始。
- 1948年（昭和23年）6月7日 - 柏の葉と万年筆のペン先がモチーフとした校章制定。
- 1957年（昭和32年）
  - 9月14日 - 校歌と校旗制定。
  - 9月17日 - 創立20周年記念式典挙行。
- 1962年（昭和37年）5月8日 - 校舎の鉄筋化工事始まる。
- 1966年（昭和41年）11月11日 - 創立30周年記念式典挙行。
- 1974年（昭和49年）11月13日 - 校舎落成式挙行。
- 1976年（昭和51年）9月20日 - 校庭改修（土化）。
- 1982年（昭和57年）2月13日 - 創立45周年記念とプロムナード完成記念の両式典挙行。
- 1985年（昭和60年）
  - 6月 - この月から9月まで、プール・体育館・正門の全面改修実施。
  - 11月9日 - 創立50周年記念式典挙行。同日、校歌碑建立。
- 1989年（平成元年）11月10日 - 余裕教室改築工事・和室・ランチルーム・多目的室・メディア・オーディオルーム・図書室・会議室・児童会室。
- 1990年（平成2年）12月8日 - 創立55周年記念式典挙行。
- 1992年（平成4年）7月30日 - オーストラリア・タスマニア州ハウラ小学校との姉妹校調印。
- 1995年（平成7年）
  - 4月15日 - アメリカ・メリーランド・ハンティングタウン小学校との交流。
  - 11月18日 - 創立60周年記念式典挙行。
- 1999年（平成11年）6月24日 - アメリカ・メリーランド・ハンティングタウン小学校使節本校訪問。
- 2005年（平成17年）10月29日 - 創立70周年記念式典挙行。
- 2007年（平成19年）7月 - この月から翌年1月まで、給食室改修。
- 2010年（平成22年）10月16日 - 創立75周年記念式典挙行。
- 2015年（平成27年）12月5日 - 創立80周年記念式典挙行。
- 2020年（令和2年）
  - 4月 - 旧校舎解体工事開始[3]。
  - 11月2日 - 新校舎建設工事着工[4]。
  - 11月13日 - キラキラかがやく85周年記念集会開催。本来は、創立85周年記念式典を行う予定だったが、新型コロナウイルス感染拡大の影響で式典とアトラクションが中止された。
- 2022年（令和4年）
  - 8月 - 新校舎竣工。
  - 9月1日 - 新校舎での授業開始[3]。

## 周辺
- 豊島区立ひばりがや広場
- 警視庁池袋警察署上池袋交番
- JR東日本埼京線 - 線路が通るだけで、最寄り駅からは離れている。
- 東武鉄道東上線北池袋駅
- なお、周辺には、プラウドシティ上池袋等のマンション・アパートなど住宅が広がっている。また、北区との区境線も近い。

## アクセス
- 東武東上線北池袋駅から、徒歩約195m・約3分。